# 더 피플 아이브 슬렙 위드
《더 피플 아이브 슬렙 위드》(영어: The People I've Slept With)는 미국에서 제작된 2009년 섹스 코미디 영화이다. 퀜틴 리가 감독, 제작을 맡고, 캐린 애나 장 등이 출연하였다.

## 출연진
- 캐린 애나 장
- 윌슨 크루즈
- 아치 가오
- 린 천
- 제임스 시게타
- 레인 제임슨
- 랜들 박
- 스테이시 리아 리피
- 크리스 질카
- 라일런 윌리엄스
- 데이나 리
- 엘리자베스 성
- 캐시 심
- 페리 스미스

## 기타 제작진
- 배역: 브래드 길모어
- 미술: 모나 남
- 세트: 엘리자베스 캘런스
- 의상: 니콜 베킷